# 후베르투스 폰 작센코부르크고타 공작
후베르투스 폰 작센코부르크고타 공작(Hubertus Michael Prinz von Sachsen-Coburg und Gotha, 1975년 9월 16일 ~ )은 2025년부터 작센코부르크고타 왕가의 수장인 독일 변호사이자 귀족이다.